# يوري (موسيقية)
يوري (باليابانية: yuri) هي موسيقية ومغنية يابانية، ولدت في 22 فبراير 1977.

## وصلات خارجية
- يوري على موقع ميوزك برينز (الإنجليزية)
- يوري على موقع ميوزك برينز (الإنجليزية)
- يوري على موقع ديسكوغز (الإنجليزية)